# Panathīnaïkos Athlītikos Omilos 2008-2009
Questa voce raccoglie le informazioni riguardanti il Panathīnaïkos Athlītikos Omilos nelle competizioni ufficiali della stagione 2008-2009.

## Maglie e sponsor
| Casa | Trasferta | Terza |  |

## Rosa
| N. |                      | Ruolo | Calciatore                           |
| -- | -------------------- | ----- | ------------------------------------ |
| 1  | Croazia (bandiera)   | P     | Mario Galinović                      |
| 2  | Sudafrica (bandiera) | D     | Bryce Moon                           |
| 3  | Spagna (bandiera)    | D     | Josu Sarriegi                        |
| 4  | Brasile (bandiera)   | C     | Marcelo Mattos                       |
| 5  | Croazia (bandiera)   | A     | Ante Rukavina                        |
| 6  | Grecia (bandiera)    | D     | Chrīstos Melissīs                    |
| 7  | Grecia (bandiera)    | C     | Sōtīrīs Ninīs                        |
| 8  | Grecia (bandiera)    | D     | Giannīs Gkoumas (vice-capitano)      |
| 10 | Brasile (bandiera)   | C     | Silva Cleyton                        |
| 12 | Brasile (bandiera)   | D     | David                                |
| 14 | Grecia (bandiera)    | A     | Dimitris Salpingidis (vice-capitano) |
| 15 | Brasile (bandiera)   | C     | Gilberto Silva                       |
| 17 | Grecia (bandiera)    | C     | Lazaros Christodoulopoulos           |
| 19 | Brasile (bandiera)   | D     | Gabriel                              |

| N. |                      | Ruolo | Calciatore                     |
| -- | -------------------- | ----- | ------------------------------ |
| 20 | Grecia (bandiera)    | C     | Sotiris Leontiou               |
| 21 | Grecia (bandiera)    | C     | Giōrgos Karagkounīs (capitano) |
| 23 | Mozambico (bandiera) | C     | Mate Junior Simao              |
| 24 | Rep. Ceca (bandiera) | D     | Loukas Vyntra                  |
| 25 | Polonia (bandiera)   | D     | Jakub Wawrzyniak               |
| 26 | Grecia (bandiera)    | A     | Evangelos Mantzios             |
| 27 | Austria (bandiera)   | C     | Andreas Ivanschitz             |
| 28 | Grecia (bandiera)    | A     | Antōnīs Petropoulos            |
| 29 | Svezia (bandiera)    | D     | Mikael Nilsson                 |
| 30 | Grecia (bandiera)    | P     | Alexandros Tzorvas             |
| 31 | Grecia (bandiera)    | D     | Nikos Spiropoulos              |
| 32 | Grecia (bandiera)    | D     | Nikos Pantidos                 |
| 33 | Grecia (bandiera)    | P     | Orestīs Karnezīs               |

### Staff tecnico
Allenatore:  Henk ten Cate

## Risultati
- Campionato greco: 3º con 61 punti
- Coppa di Grecia: Eliminato ai quarti di finale
- UEFA Champions League: Eliminato agli ottavi di finale